# Gaotou, Hebei
Gaotou (kinesiska: 高头, 高头回族乡) är en socken i Kina. Den ligger i provinsen Hebei, i den norra delen av landet, omkring 240 kilometer sydväst om huvudstaden Peking.
Genomsnittlig årsnederbörd är 702 millimeter. Den regnigaste månaden är juli, med i genomsnitt 228 mm nederbörd, och den torraste är januari, med 4 mm nederbörd.